# Reeds Peak Lookout Tower
La Reeds Peak Lookout Tower est une tour de guet américaine à la frontière des comtés de Grant et Sierra, au Nouveau-Mexique. Érigée en 1929, cette tour en acier est protégée au sein de l'Aldo Leopold Wilderness, dans la forêt nationale de Gila. Elle est inscrite au Registre national des lieux historiques depuis le 28 janvier 1988 ainsi qu'au New Mexico State Register of Cultural Properties depuis le 4 mars 1988.